# Esoteric
Az Esoteric egy angol funeral doom metal zenekar, mely 1992-ben alakult Birmingham városában. A zenekar vezetője Greg Chandler énekes/gitáros, aki hangmérnökként és producerként nemcsak az Esoteric, de számtalan más doom metal együttes lemezein is közreműködik. Saját zenekarával a doom metal egy rendkívül zord, nehezen emészthető ágazatát műveli, mely zene egyszerre írható le a fájdalmas és szép jelzőkkel, miközben mindvégig körüllengi egy sötét és komor atmoszféra. A zenekar lemezein hallható nagy lélegzetvételű, epikus kompozíciók ugyan csak egy szűk rétegnek szólnak, ennek ellenére az Esoteric underground státusza és műfajra gyakorolt hatása számottevő.

## Pályafutás
A zenekar 1992-ben alakult, ekkoriban Chandler még csak az énekesi posztot töltötte be. 1993-ban saját kiadásban megjelentettek egy 82 perces demó kazettát, melyen nyolc dal kapott helyet. Az Esoteric Emotions – The Death of Ignorance című anyag hallatán az Aesthetic Death kiadó ajánlott nekik szerződést. Így 1994 júniusában bevonultak a Birmingham városában található Rich Bitch stúdióba, hogy rögzítsék debütáló albumukat. Az Epistemological Despondency címet kapott lemez dupla formátumban került a lemezboltok polcaira, ugyanis a 6 dalt rejtő anyag 89 percesre sikeredett. Az anyag ugyan mérsékelt sikerekben részesült, de az underground metal rajongók és a kritikusok egyaránt pozitívan fogadták. Cody Davis a Metal Injection magazin kritikusa később a funeral doom metal egyik legelső és legfontosabb albumának nevezte.
Ezt követően Stuart Blekinsop gitáros és Darren Earl dobos elhagyta a zenekart. A Greg Chandler (ének), Bryan Beck (basszusgitár), Simon Phillips (gitár) és Gordon Bicknell (gitár) felállású zenekarhoz hamarosan csatlakozott Steve Peters gitáros, dobost azonban nem találtak.
Ezt követően az Egyesült Királyságban koncerteztek, majd Németország következett. Steve Peters lábsérülése miatt azonban kénytelenek voltak félbehagyni a turnét, majd 1995 júniusában ismét hazájukban indultak turnéra. A körutat két koncert után le kellett mondani, mert egy tűz eset miatt a zenekar felszerelése maradandó károsodást szenvedett. A kiadó közben követelte a második nagylemezt, így 1996-ban ismét stúdióba vonultak. A felvételek júliusban kezdődtek a zenekar és Steve Wilson produceri felügyelete mellett. Az album The Pernicious Enigma címmel 1997 tavaszán jelent meg, ismét dupla formátumban, 9 dallal. A megjelenést követő turné előtt Simon Phillips gitáros elhagyta a zenekart, így Chandler akasztotta nyakába a gitárt. Állandó dobosuk azonban nem volt, a második nagylemezükön is Anthony Brewer segítette ki őket. Az állandó dobos hiánya megakasztotta a zenekar pályáját, a következő két évben mindössze három dalt sikerült összerakniuk. Ezeket Keith York dobolta fel, és Metamorphogenesis címen EP formátumban jelentek meg. Míg az első két lemezt az Aesthetic Death adta ki, addig ezt a 44 perces anyagot egy olasz cég az Eibon Records gondozta.
2002 májusában álltak neki a következő nagylemez munkálatainak, Bryan Beck azonban elhagyta a zenekart. Így az anyagot hármasban fejezték be, a stúdióban pedig Trevor Lines segítette ki őket basszusgitáron. A dobokat ismét York játszotta fel, a kiadásért pedig a francia Season of Mist felelt. Ezáltal a 2004-ben kiadott Subconscious Dissolution into the Continuum album nagyobb figyelemben részesülhetett, mint elődjei. Ez volt az első alkalom, hogy nem dupla nagylemezt adtak ki, noha az 50 perces korongon így is terjedelmes hosszúságú dalok szerepeltek. Hamarosan csatlakozott hozzájuk, Andy Semmens (dob) és Mark Bodossian (basszusgitár), így az Esoteric felállása megszilárdulni látszott. Olivier Goyet személyében egy billentyűs is csatlakozott hozzájuk, hogy a lemezeken hallható rétegzett, samplerekkel is kiegészített zenét élőben is hűen tudják prezentálni. Így 2004 és 2005 folyamán számtalan koncertet adtak Európa szerte.
A 2005-ös koncertek lecsengése után Semmens kilépett, majd 2007-ben Steve Peters is elhagyta a zenekart. Joe Fletcher dobolta fel a következő nagylemezt, mely 2008-ban The Maniacal Vale címmel jelent meg. A 101 perces dupla formátumban megjelent nagylemez kiváló kritikákban részesült, tovább növelve a zenekar kultikus státuszát. A lemez borítóját Kati Astraeir festette, hűen alátámasztva a zenekar dalszövegeit, melyekben a mizantrópia, az elszigetelődés,a végtelen űr, rémálomszerű látomások jelennek meg. A megjelenést ismét koncertek követték, azonban a tagcserék tovább sújtották a zenekart. Goyet 2009-ben lépett ki, míg Kris Clayton 2007-ben csatlakozott hozzájuk, mint kisegítő gitáros. Claytont a Camel of Doom nevű doom metal zenekarból ismerhette a közönség. Őt Ilia Rodriguez váltotta, majd 2009-ben csatlakozott hozzájuk Jim Nolan gitáros, aki a következő nagylemezen is játszott. A Paragon of Dissonance albumon ismét Fletcher dobolt, míg a billentyűs hangszereken Mark Lockett játszott. Az ismét dupla formátumban publikált, 90 perces anyag elődjéhez hasonlóan ismét a Priory Recording Studios-ban került rögzítésre, mely Chandler saját stúdiója. A 2006-ban épített stúdióban Chandler nemcsak saját zenéit rögzíti, hanem együtt dolgozik más (főleg doom metal) zenekarokkal is. A dalok nagy részét Chandler és Nolan írta, Bicknell ugyanis egy rövid ideig kilépett a zenekarból, így a lemezen csak egy számban szerepel mint szerző.
Chandler 2012-ben létrehozta a Lychgate black metal zenekart, mellyel két nagylemezt adott ki, de ő maszterizálta az A Lake Of Ghosts: The Long Shadow Of My Dying Bride című dupla albumot, melyen kevésbé ismert előadók tisztelegnek a My Dying Bride munkássága előtt.

## Diszkográfia
- Esoteric Emotions - The Death of Ignorance (magánkiadásban megjelent demo kazetta, 1993)
- Epistemological Despondency (Aesthetic Death, 1994)
- The Pernicious Enigma (Aesthetic Death, 1997)
- Metamorphogenesis (Eibon Records, 1999)
- Subconscious Dissolution into the Continuum (Season of Mist, 2004)
- The Maniacal Vale (Season of Mist, 2008)
- Paragon of Dissonance (Season of Mist, 2011)

## Tagok
Jelenlegi tagok
- Greg Chandler - ének (1992-), gitár (1999-)
- Mark Bodossian - basszusgitár (2003-)
- Joe Fletcher - dob (2007-)
- Jim Nolan - gitár (2009-)
- Gordon Bicknell - gitár (1992-),[5] billentyűs hangszerek (1992-1996)

Korábbi tagok
- Darren Earl - dob (1992–1994)
- Stuart - gitár (1992–1994)
- Simon Phillips - gitár (1992–1997)
- Bryan Beck - basszusgitár (1992–2002)
- Andy Semmens - dob (2003–2005)
- Steve Peters - gitár (1994–2007)
- Olivier Goyet - billentyűs hangszerek (2003–2009)
- Kris Clayton - gitár (2007–2009)
- Jan Krause - billentyűs hangszerek (2012-2014)

Kisegítő zenészek
- Anthony - dob (stúdió)
- Keith York - dob (stúdió)
- Trevor Lines - basszusgitár (stúdió)
- Ilia Rodriguez - gitár (koncert)

Vendégzenészek
- Tom Kvålsvoll (Paradigma/Dødheimsgard) - ének a (Metamorphogenesis) EP The Secret of the Secret című dalában.